# Mesotype paradoxa
Mesotype paradoxa là một loài bướm đêm trong họ Geometridae.